# Kliment Arkad'evič Timirjazev
Kliment Arkad'evič Timirjazev (in russo Климент Аркадьевич Тимирязев?; San Pietroburgo, 3 giugno 1843 – Mosca, 28 aprile 1920) è stato un biologo e botanico russo.

## Biografia
Appartenente a una famiglia aristocratica, di madre inglese, ricevette l'istruzione primaria a casa. Si iscrisse all'Università di San Pietroburgo nel 1861 dedicandosi dapprima agli studi giuridici e successivamente a quelli scientifici, laureandosi nel 1866 con una tesi sulle epatiche che venne premiata con una medaglia d'oro. Nel 1868 Timirâzev pubblicò il suo primo lavoro scientifico ("Lo strumento per lo studio della decomposizione di anidride carbonica"). Nello stesso anno si recò all'estero per frequentare centri di ricerca in Gran Bretagna, Germania e Francia; lavorò con Bunsen, Kirchhoff, e Berthelot e frequentò, fra le altre, le lezioni di Helmholtz e Claude Bernard. Nel 1871 ritornò in Russia e ottenne la cattedra di Botanica all'Accademia agraria Petrovskaya di Mosca dove rimase fino alla chiusura della stessa Accademia, nel 1892. Nel 1875, comunque, Timirâzev svolse lezioni anche nel Dipartimento di Anatomia e fisiologia delle piante dell'Università di Mosca.

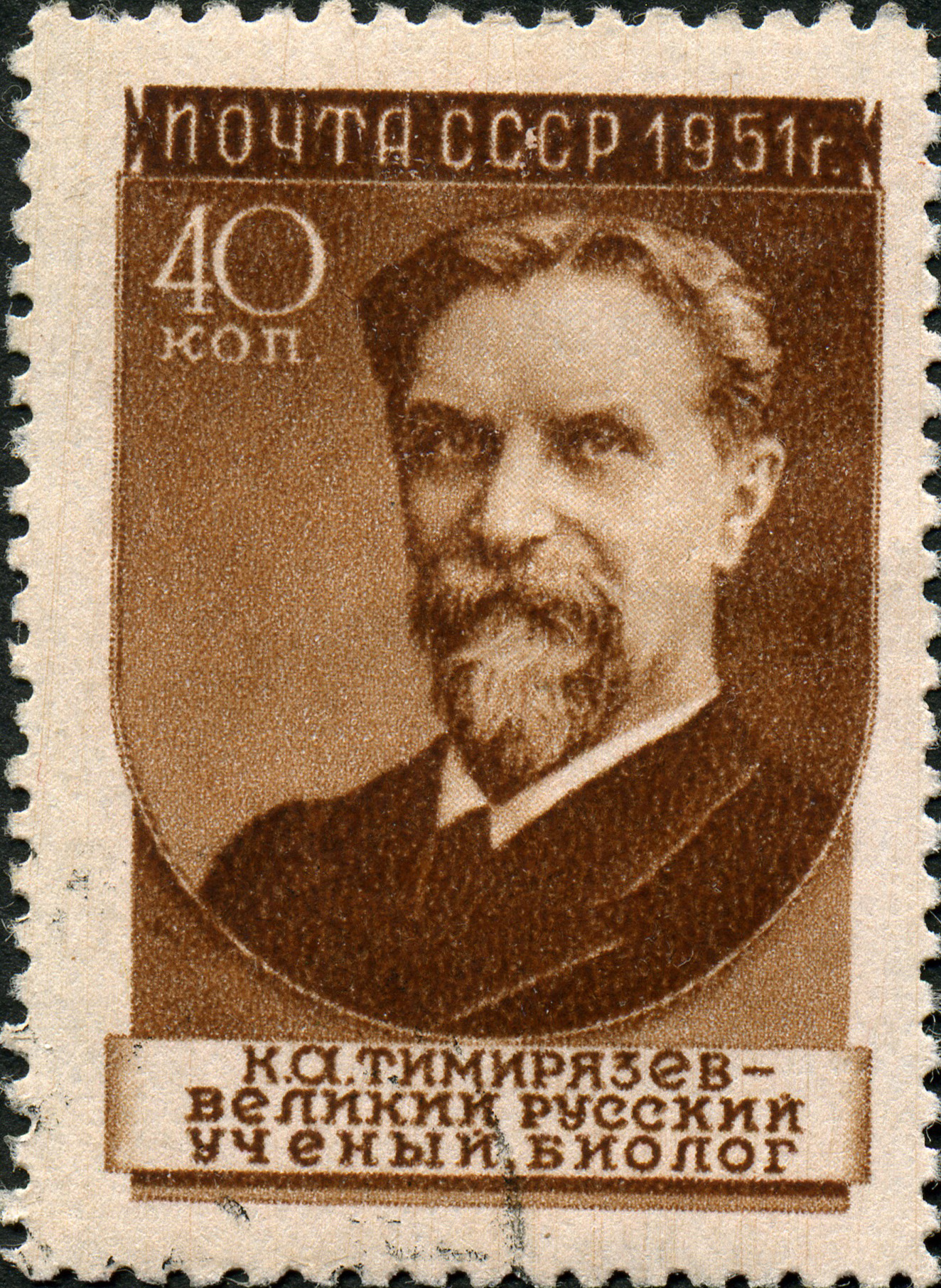
Francobollo dell'URSS dedicato a Timirâzev

I suoi interessi scientifici riguardarono soprattutto i processi relativi alla fotosintesi clorofilliana; fece esperimenti anche sulla crescita delle piante in terreni artificiali. I risultato ottenuti lo fecero accogliere nell'Accademia russa delle scienze. Ottenne notorietà in Russia anche come divulgatore scientifico; nella sua azione divulgativa fu uno strenuo difensore dell'evoluzionismo darwiniano. Professore di anatomia fisiologica delle piante all'Università di Mosca, nel 1911 fu dimesso dall'incarico per la sua attività politica, come seguace delle teorie marxiste.